# Измайлово (усадьба)
Усадьба Измайлово (Измайловский остров, Городок им. Баумана) — бывшая боярская и царская усадьба на реке Робке, в настоящее время входит в состав Московского государственного объединённого художественного историко-архитектурного и природно-ландшафтного музея-заповедника (МГОМЗ).
Усадьба располагается на одноимённом острове в центре искусственного Серебряно-Виноградного пруда. С XVI века хозяйство Измайловской вотчины было самым передовым в России, но к концу XVIII века постепенно пришло в упадок. Ряд исследователей считает, что именно в Измайлове родился будущий император Пётр I. В XIX веке на территории бывшей царской усадьбы по приказу Николая I была открыта Военная богадельня для ветеранов российской армии. После революции 1917 года заведение было заброшено. С конца XX века усадьба несколько раз реставрировалась, с 2007 года стала частью Московского государственного объединённого музея-заповедника (МГОМЗ), но полноценным музеем так и не стала: большую часть помещений до сих пор (2021 год) занимают посторонние учреждения. Современные жители района часто называют усадьбу Измайлово Петровским островом.

## История

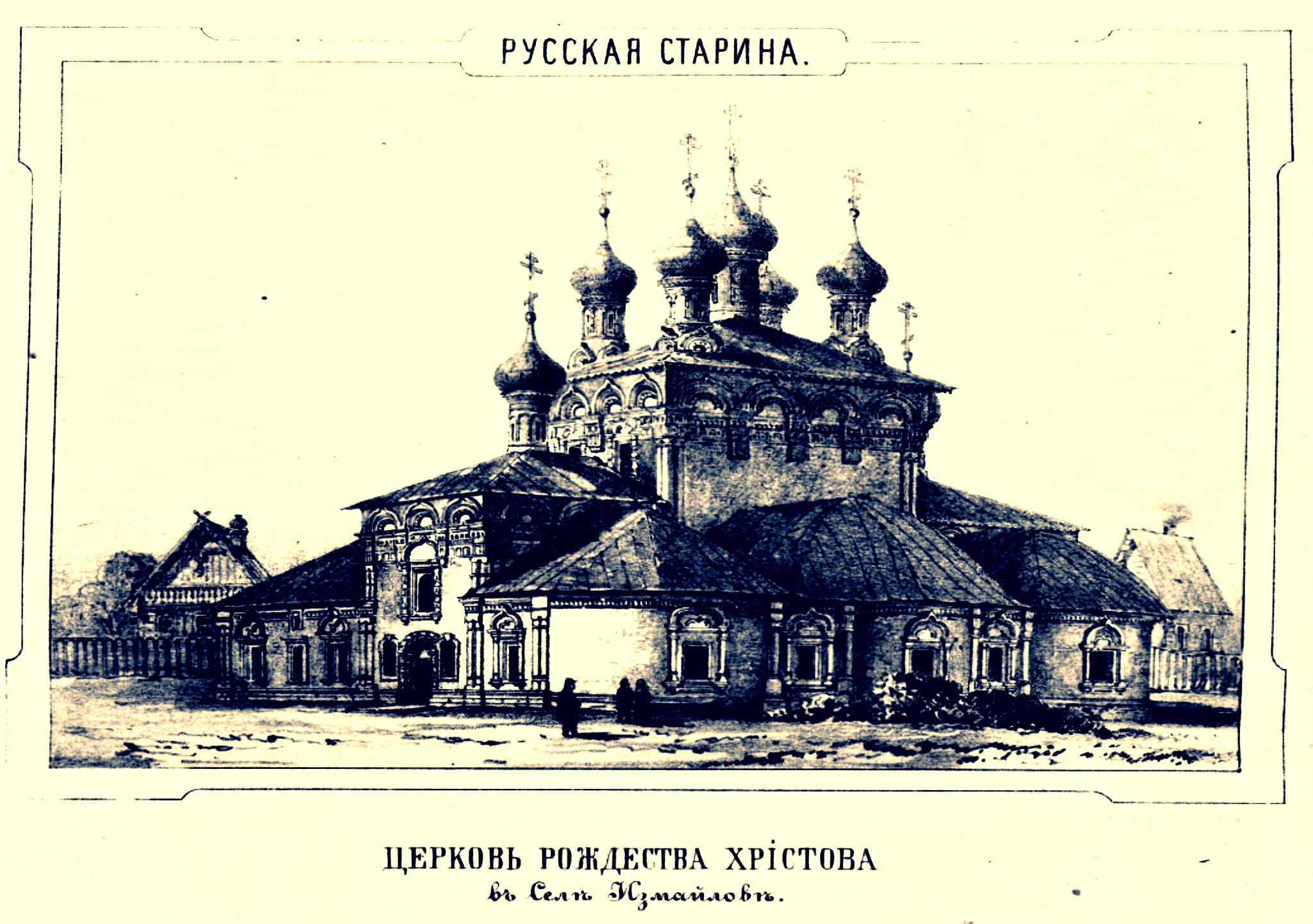
Церковь Рождества Христова, 1866

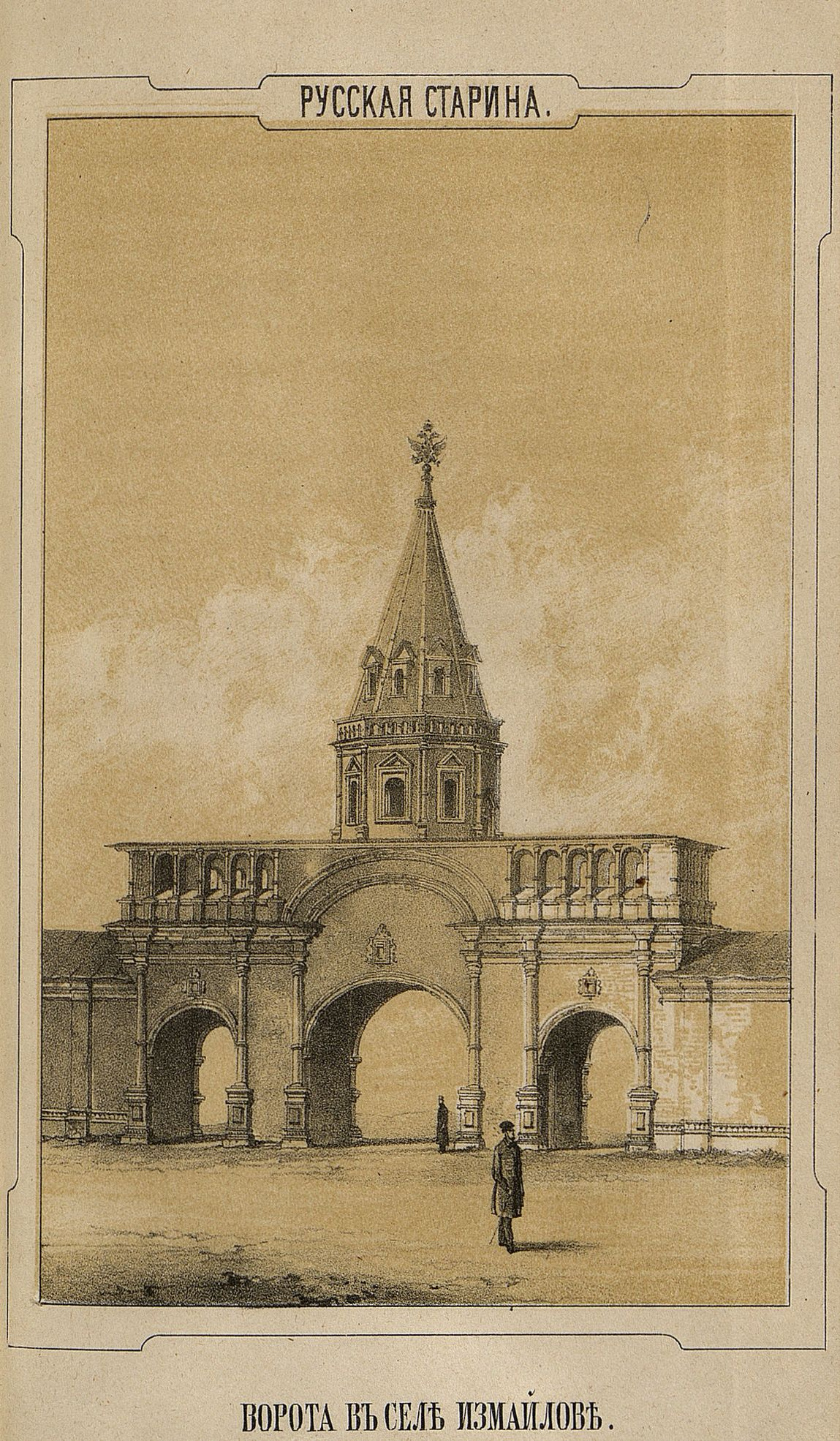
Передние ворота, 1866

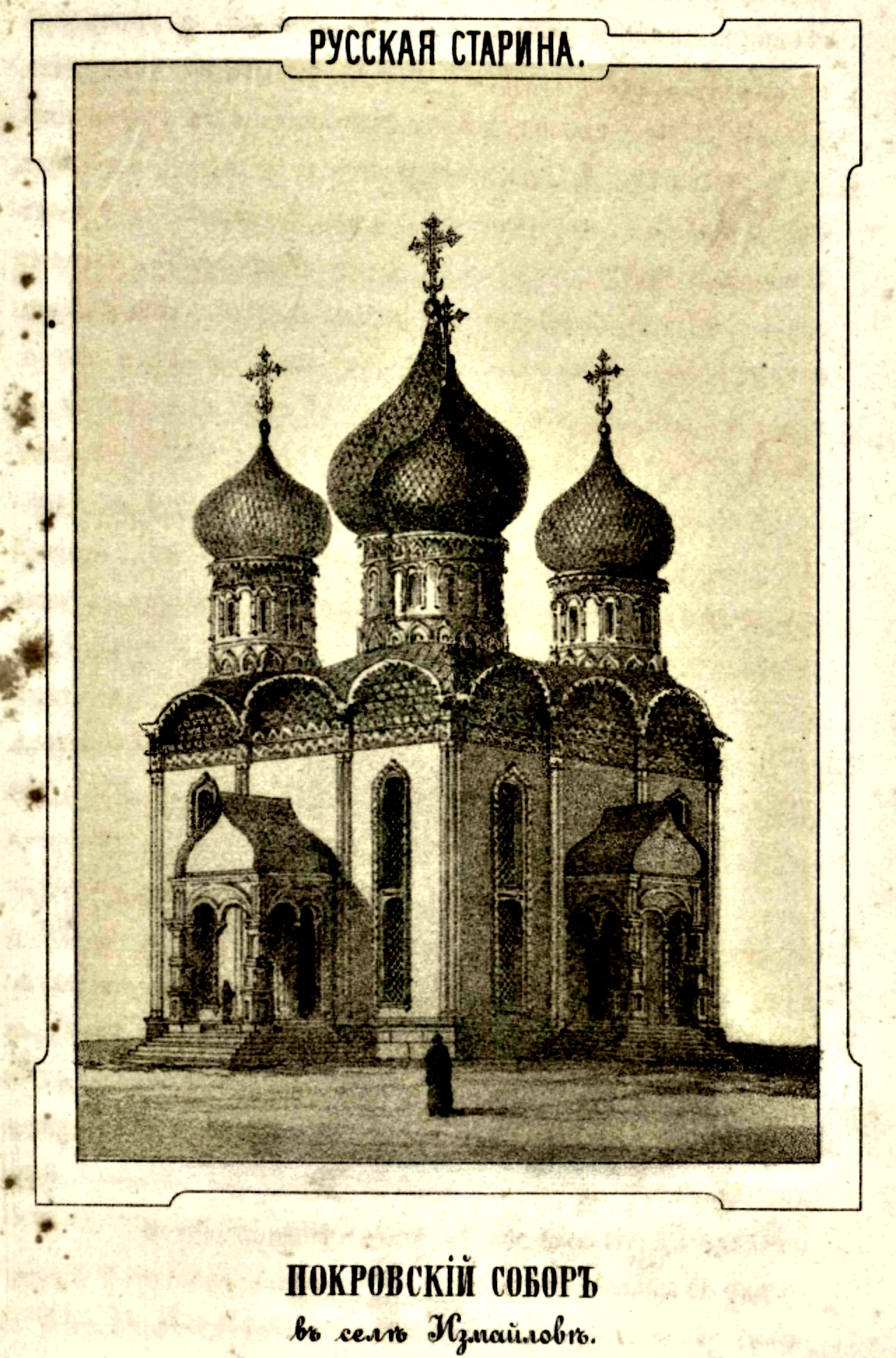
Покровский собор, 1866

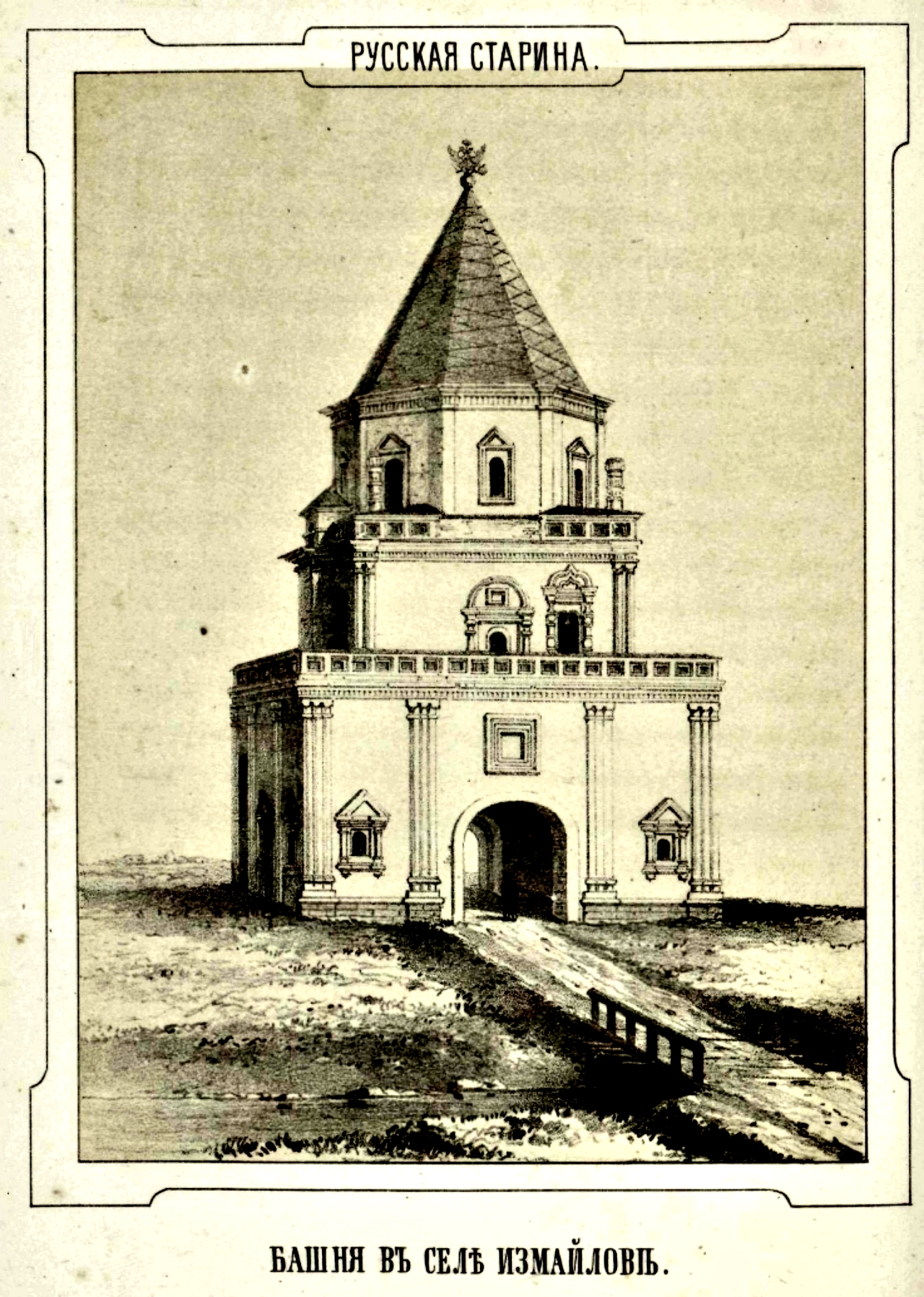
Мостовая башня, 1866

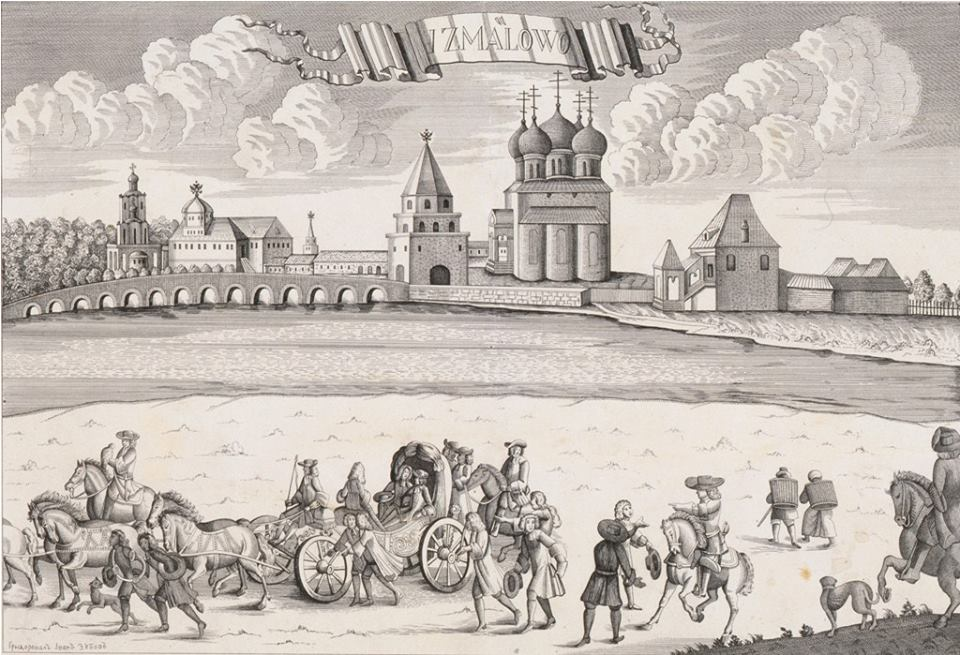
Измайлово. Отъезд императора Петра II на соколиную охоту, 1720

### Измайловы
Село Измайлово впервые упоминается в летописях от 1389 года как царская вотчина. Оно фигурирует в документах со времён Ивана Грозного. Во время реставрации Покровского собора в 1980—1984-х годах под основанием здания было обнаружено сельское кладбище начала XVI века. Следовательно, местность была заселена как минимум в течение предыдущего столетия.
Предположительно, село было названо по фамилии первых владельцев. Согласно «Общему Гербовнику дворянских родов», оно принадлежало «Артемию Ивановичу Измайлову, праправнуку Измаила Прокопьевича, внука Шая из племени ханска». Однако Измайловы из этого рода в основном владели землями Рязанского княжества. По второй версии, хозяева села происходили от литовца Марка Демидовича, служившего у Ивана Михайловича Тверского. В середине XV века воевода Лев Измайлов возглавлял Тверскую рать, которая в междоусобной княжеской войне была на стороне Василия Тёмного. Вероятно, в благодарность за помощь Лев Измайлов получил земли к востоку от Москвы, где впоследствии было основано село Измайлово. Карты XVII века на этой местности отмечали пустошь, названную в честь воеводы — Левоново.

### Романовы
В 1609 году в Измайлове под руководством Дмитрия Шуйского был построен царский острог. История села как вотчины Романовых отсчитывается с середины XVI века.
В первой четверти XVI века Измайлово принадлежало шурину Ивана Грозного Никите Романовичу Захарьину-Юрьеву. Уже тогда в имении стояли боярская усадьба и церковь, были два пруда, в излучине реки Робки находились крестьянские дворы. От Никиты Романовича имение перешло по наследству Михаилу Никитичу Романову. Около 1623 года Измайлово досталось его брату Ивану Никитичу, в 1640—1650 годах — внуку Никите Ивановичу. Последний не оставил наследников, поэтому спустя 12 лет после его смерти с 1676 года Измайлово перешло в Приказ Большого Дворца. Именно Никита Иванович купил для речных прогулок ботик «Святой Николай»:, благодаря которому через несколько десятилетий молодой царь Пётр I увлёкся мореплаванием.
В 1623 году в Измайлове было 17 дворов, а в 1646-м — уже 32. В 1632 году там была построена деревянная церковь Святого Николая Чудотворца. После получения статуса выморочного имения Измайлово перешло в управление местного Тайного приказа и с 1663 года начало стремительно развиваться.

### Алексей Михайлович
Хозяйство Измайловской волости достигло расцвета под управлением царя Алексея Михайловича Тишайшего. Он опасался повторения Медного бунта и хотел провести военную реформу, которая потребовала бы больших затрат. Для пополнения казны Алексей Михайлович начал развивать хозяйство во многих сёлах и волостях, комплекс в Измайлове был самым крупным и успешным из них.
Благодаря уроженцу села Измайлово коллежскому асессору Ивану Савичу Брыкину до нашего времени сохранились рукописи измайловского Тайного приказа, которые содержат обширные сведения о хозяйственных делах имения. Брыкин прожил 115 лет и лично встречал многих правителей Руси: Петра I и Петра II, Анну Иоанновну и Елизавету Петровну. От своих родственников Брыкин унаследовал и сохранил такие документы об Измайлове, как Благословенная грамота патриарха Иоакима от 1676 года на строительство каменной церкви Рождества Христова в Измайлове, описи дворца и мануфактур, записные книги пришествий царской семьи, приходные и расходные книги казны и прочее.
При Алексее Михайловиче Измайловская вотчина занимала обширную территорию от Черкизовских владений Чудова монастыря на севере до сёл Гиреева и Кускова на юге. С запада граница проходила у села Семёновского, на востоке — у Пехра-Покровского. Туда входило множество сёл и деревень: Ивановское, Меленки, Коломенки, Софроново, Николаевское, Новинское, Штанниково, Озерецкое, Петровское, Павловское, Архангельское, Ситково, Щитниково и Осеево. Среди бумаг Тайного приказа сохранились многочисленные записи о заселении измайловской вотчины: 43 плана о размещении 548 дворов крестьян-землепашцев и 216 дворов «торговых и ремесленных людей». Кроме крепостных переселенцев, в Измайлово приглашали вольных мастеров и управленцев из-за границы — Литвы, Речи Посполитой, Италии. Часто новая слобода получала название в честь прошлого места жительства её обитателей. Например, Колдомка была названа в честь Колдомской волости Костромского уезда, слобода Аламовка к западу от Измайлова — по деревне Аламово в районе Переславля-Залесского. Выходцы из Речи Посполитой жили в Панской и Хохловской слободках.
Около 1663 года в Измайлове был сформирован приказ Тайных дел, управлявший всеми делами имения. При личном участии Алексея Михайловича канцелярия путного ключника следила за тем, чтоба «царская мысль и дела исполнялися все по его хотению, а бояре б и думные люди ни о чём не ведали». С 1664-го и до конца 1690-х годов XVII века путным ключником усадьбы был Устин Фёдорович Зелёной. Он пользовался таким уважением, что сам государь обращался к нему за советами «по устройству измайловского хозяйства». К 1676 году в приказной избе под управлением Зелёного работали 70 служителей — помощники, подключники, старосты, целовальники и прочие. Съездной двор Устина Зелёного находился на Измайловском острове, к его деревянным хоромам вела широкая дорога через двое подъездных ворот. Площадь перед двором путного ключника была одним из главных мест усадебной жизни — прямо на ней заключали сделки, совершали расчёты и платили налоги. Там же, рядом со съездным двором, в приказной избе заседала канцелярия.
К 1665 году была возведена деревянная церковь Рождества Христова. Церковь имела семь куполов и два придела, строителями были «разных приказов Стрельцы плотники», а леса ушло «на сто рублёв». С того же года по указу Алексея Михайловича в Измайлове начали строить каменные риги и мельницы. Два года спустя на речке Робке создают плотины и вместо двух усадебных прудов получают большой Серебряно-Виноградный пруд, который кольцом окружил часть суши и образовал Измайловский остров. Постепенно с острова были убраны все крестьянские дворы и всю его площадь заняла царская усадьба.
К 1676 году в хозяйстве усадьбы Измайлово числились: стекольный, чугунный и кирпичный заводы, пасека, льняная мануфактура, аптекарский и просянский огороды, три сада, пять каменных риг, девять мельниц. В имении также находились 37 прудов, десятинная пашня и множество дворов — воловий, конюшенный, скотный, житный, сенной, птичий и другие. Тогда же была заведена традиция царской охоты, которая стала любимым развлечением всех посещавших Измайлово правителей, вплоть до эпохи Анны Иоановны.
В период с 1671 по 1682 год были построены главные архитектурные памятники усадьбы: Мостовая башня и деревянные царские хоромы, Передние и Задние ворота. По преданию, в построенной в 1674-м году Мостовой башне Алексей Михайлович писал «Соборное уложение» — первый упорядоченный свод законов Русского государства. Башня совмещала в себе проездные ворота, колокольню и пост стрелецкого караула. В том же году между башней и большой землёй был построен белокаменный мост с 14-ю арками, украшенными орнаментами и изразцами. В 1676-м году была освящена приходская церковь Рождества Христова.
Алексей Михайлович ввёл обычай показывать загородные имения иностранным послам. В Измайлове послов удивляли хозяйственными достижениями, проводили по садам и двору и угощали местными винами. Сохранились воспоминания о визите в усадьбу курляндского дипломата Якова Рейтенфельса, который с восторгом отзывался об увеселительном саде «Вавилон» и живописных декорациях Просянского и Виноградного садов. Измайлово отражало увлечения эпохи западными новшествами: уже в 1670-х годах там существовал первый в России театр, его постановки сопровождались игрой оркестра. Перед царём и его гостями выступали поэты, например, Симеон Полоцкий и Карион Истомин, а стены дворца украшала живопись.

### Фёдор Алексеевич
В 1676 году умер Алексей Михайлович, и Измайлово унаследовал его сын Фёдор. Согласно сохранившимся документам, новый царь не интересовался хозяйством волости, однако «великую охоту к строениям имел». При нём на Измайловском острове был построен Покровский собор и в 1678 году закончена двухъярусная каменная церковь преподобного Иоасафа царевича Индийского. Церковь имела три купола и была оформлена в стиле «нарышкинского барокко». Здание логически продолжало линию ворот царского двора и соединялось с главными хоромами с помощью деревянных переходов.
В 1677 году в Измайловское хозяйство входили:
- скотный двор на 903 быка, 128 дойных коров, 190 тёлок, 82 телёнка, 284 барана и 34 свиньи;
- птичий двор с лебедями, павлинами, китайскими гусями, английскими курами и утками;
- зверинец с американскими и сибирскими оленями, кабанами, дикобразами;
- пасека, ежегодно поставлявшая 179 пудов мёда;
- тутовый двор, на котором проводились опыты по выращиванию шелковичных деревьев[29].

В записных книгах измайловского приказа сохранились записи о визитах царей и их дворов в Измайлово. Эти события назывались «поход» или «пришествие», поскольку царская процессия иногда достигала тысячи человек. Приём царского «прихода» подчинялся строгому регламенту, сложный порядок этих церемоний оставался неизменным до начала царствования Петра I.

### Софья Алексеевна
В 1680—1690 годах Измайлово из «царского хозяйственного хутора» превратилось в увеселительную усадьбу. Её использовали в основном для гуляний: здесь отмечались именины членов царской семьи и престольные праздники. Усадебный период длился с мая до примерно 19 ноября — дня памяти святого Иосафа царевича Индийского, который считался главным храмовым праздником Измайлова.
Царевна Софья продолжила развивать Измайлово, при ней летом 1685 года были заменены переходы от царских хором к церкви Иосафа. Весной 1687-го деревянную церковь начали разбирать и уже к августу её перестроили в камне. Руководил строительством мастер Терентий Макаров, который ранее занимался созданием Въездных ворот. Полную отделку церкви закончили в сентябре 1688-го, а иконостас — в 1692-м году. Значительную часть работ возглавлял Посольский приказ под руководством князя Василия Голицына.

### Иван Алексеевич
В документах измайловской приказной избы остались записи обо всех открытых визитах царской семьи в усадьбу. С 1689 года до своей смерти в 1696-м году Иван Алексеевич только пять раз приезжал в Измайлово, из них лишь дважды — «со всем двором». В период с 1689 по 1699 год эту царскую вотчину посещали только сёстры царей Петра и Ивана, дочери Алексея Михайловича от первых двух браков.
Записи 1690 и 1697 годов показывают, что на измайловском заводе «делалось довольно чистое стекло». Управлял производством итальянец Миньот, позднее — Франц Карпов Насте. Посудой с Измайловского завода пользовалась царская семья, хранили её в приказной и овощной палатах.
Примерно с 1700 года Пётр I отдал Измайлово вдове Ивана Алексеевича, Прасковье Фёдоровне. Имение стало её постоянной резиденцией, для царицы в 1701 году перестраивали дворец, 19 января 1702 года состоялось торжественное новоселье.

### Пётр I

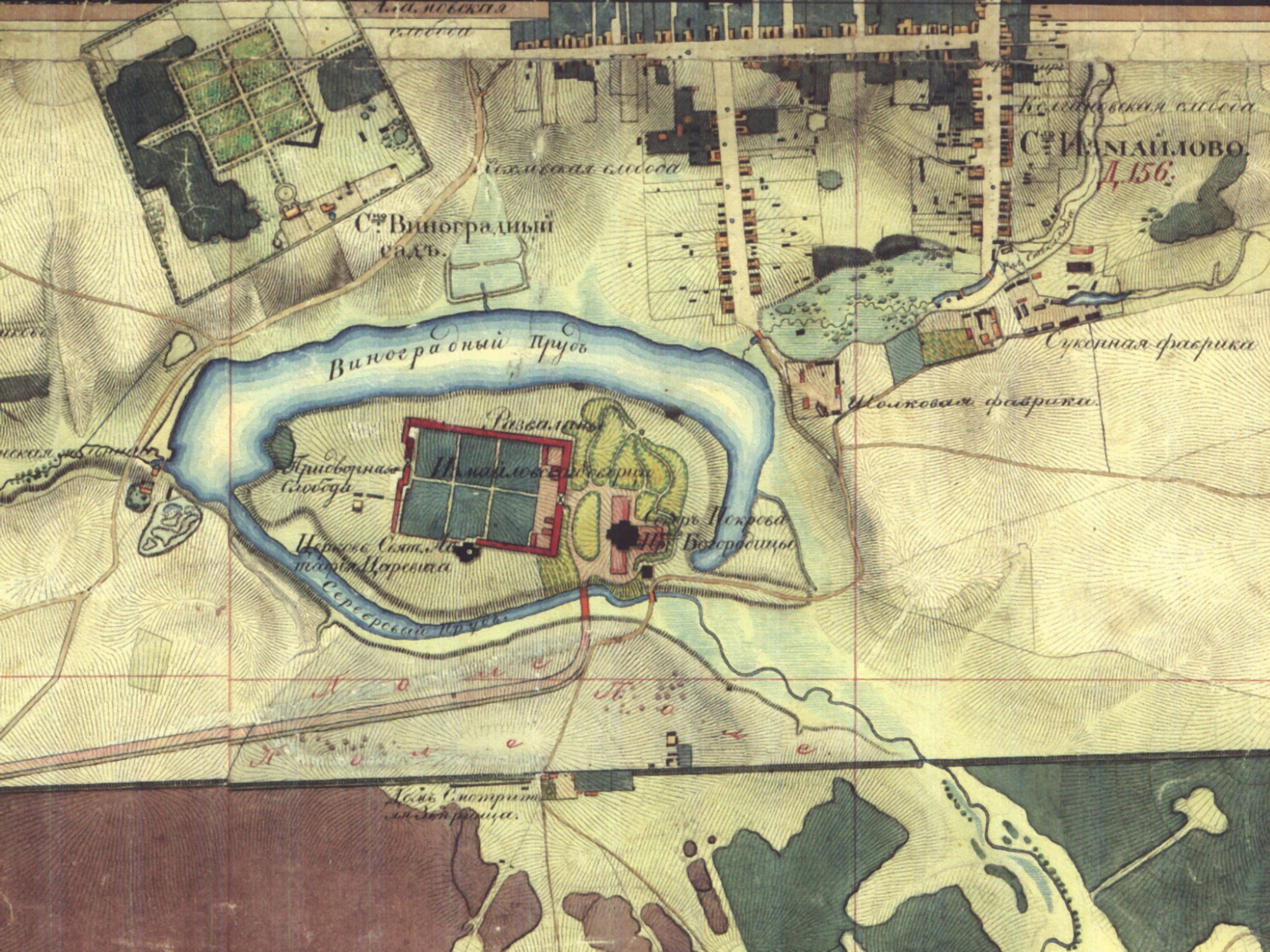
Усадьба на «Топографическом плане города Москвы» 1838 года

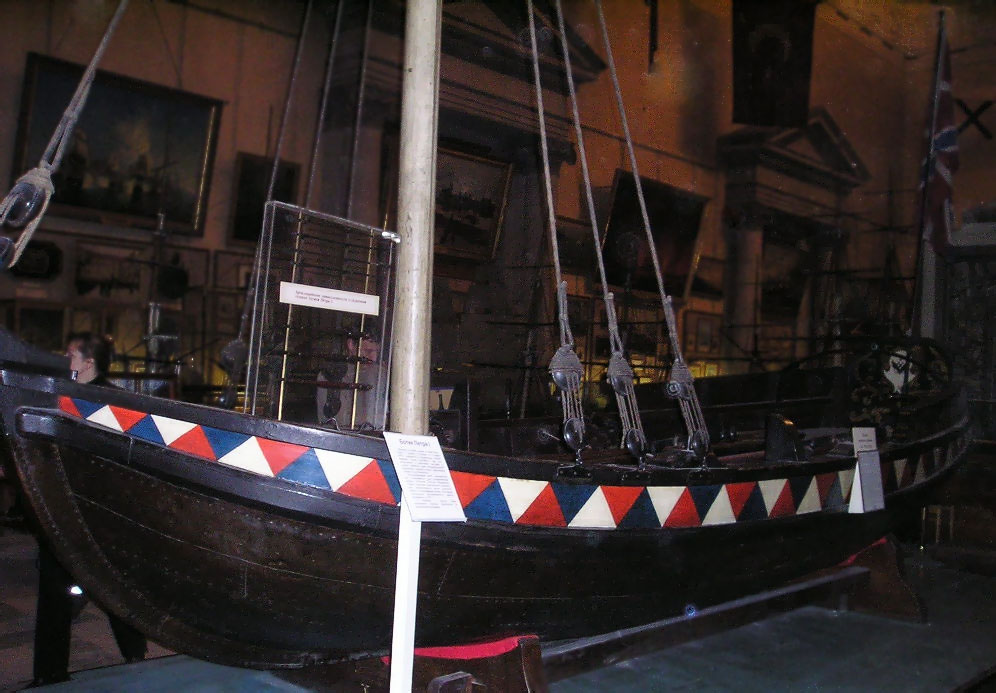
Ботик Петра I

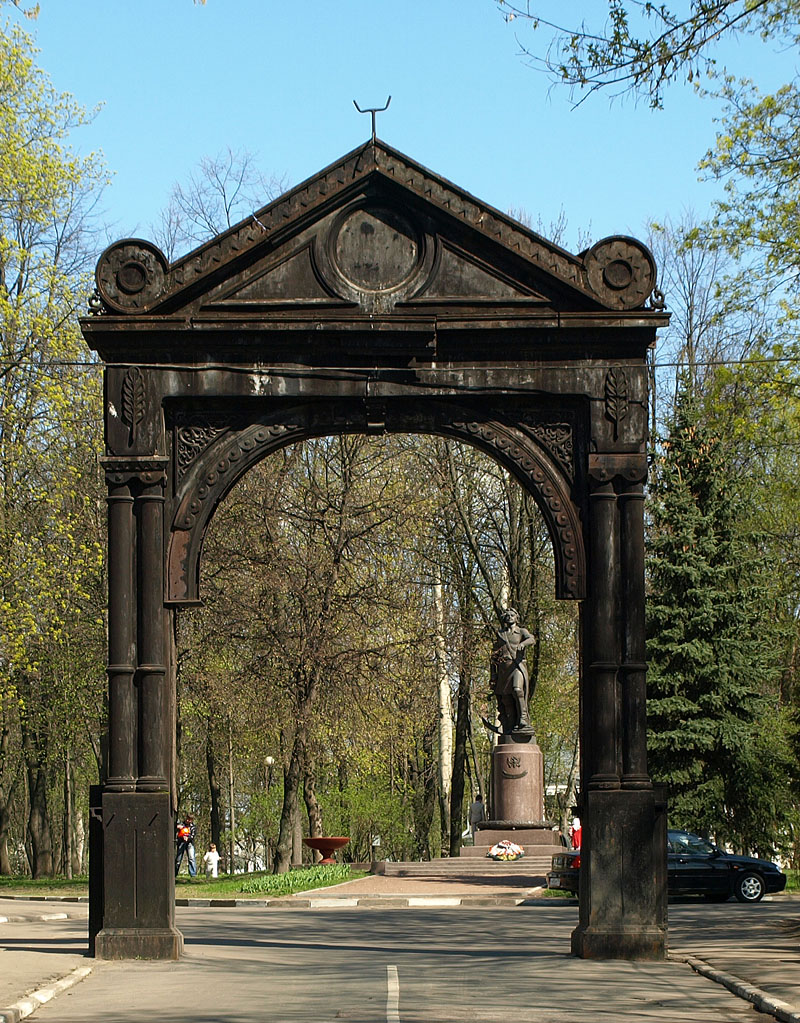
Въездные чугунные врата усадьбы и памятник Петру I

Точное место рождения Петра I до сих пор неизвестно. В записях коллежского асессора Ивана Брыкина была найдена «Летопись о зачатии и рождении Петра I», переписанная с труда историка Петра Крёкшина «Сказание о рождении, воспитании и наречении на Всероссийский престол Царский Государя Петра Великого». В этих документах утверждалось, что Пётр I «родился не в царствующем граде Москве, но в селе Измайлове». К этой версии склонялся также большой знаток Измайлова, историк Иван Снегирёв.
Сохранилось описание усадьбы в донесениях польских послов Гминского и Хельминского от 27 января 1672 года:
Подъезжая к подмосковному селу Измайлову, мы увидели церковь с дворцовым строением о трёх кровлях; против дворца каменное большое гумно царское […] Нам показали несколько десятков житниц, наполненных разным хлебом: они построены одна подле другой и окопаны канавами; возле тех житниц стояла ещё каменная мельница, а несколько подальше, близ рощи виден особый двор для мятия льна; в стороне зверинец. После того заходили мы на стеклянный завод и осматривали делаемую там стеклянную посуду.
По данным приказной книги Большого Дворца в 1701 году в селе и присёлках находились три каменные и две деревянные церкви, царские хоромы, пять заповедных рощ и два сада, 420 дворов с населением в 1064 человека. К Измайлову примыкали 24 пустоши.
Достоверно известно, что Пётр I провёл в Измайлове значительную часть своего детства. Летом 1688 года во время прогулки по Измайловскому имению со своим учителем Тиммерманом Пётр I заметил в амбарах Льняного двора иностранное судно — будущий знаменитый ботик Петра Великого, «прародитель всего русского флота». Вместе с голландцем Карштеном Брантом царь ходил на ботике по Яузе, а затем перевёз судно на Просянский пруд — «но и там немного авантажу сыскал, а охота стала от часу более…» Сохранились свидетельства, что уже в зрелом возрасте царь обедал в личных хоромах измайловского путного ключника Устина Зелёного и «по-особому относился к старому приказному служителю».
При Петре I в Измайлове проводились «потешные бои» Преображенского и Семёновского полков, которые стали основой русской регулярной армии. Однако валы у Строкинского пруда, которые считаются местом расположения петровской потешной крепости, были насыпаны ещё при Алексее Михайловиче и к концу XVII века стали практически незаметны. Об этом сохранилась запись: «Строкнский пруд копаной, около ево рублены тарасы сосновые, все згнили и розвалились». В трудах историка Снегирёва говорится, что Пётр I водил свою потешную роту из Преображенского в Измайлово и командовал манёврами на широком дворе перед царским дворцом.
С начала 1690-х годов Пётр I начал реформировать церемониал пришествия в Измайлово, а с 1696-го отменил его вообще. К началу XVIII века штат служителей приказной избы составлял уже всего 40 человек вместо 70. По приказу Петра I был ликвидирован стекольный завод, а мастера переведены в Воробьёво. Супруга императора часто оставалась в Измайлове и проводила там празднования дней рождения и именин Петра I.
Измайловское хозяйство в тот период оставалось образцовым. В письмах от 1703 года к Стрешневу Пётр I просил отправить в Азов измайловские «коренья всяких зелий, особенного клубнишного, и двух садовников, дабы там оные размножить». В 1704-м из Измайлова в Петербург привозили травы и растения для Аптекарского и Ботанического садов.
В 1717 году вотчина насчитывала 13 церковных дворов, 11 конюшен, два матросских двора, восемь садовничих, три сторожевых и один подьячий.

### Анна Иоанновна
Анна Иоанновна провела своё детство в царских хоромах на Измайловском острове и настолько любила эту усадьбу, что в честь неё дала имя новому петербургскому полку. Царица часто посещала Измайлово в начале своего правления, решала там все важные государственные дела и принимала заграничных послов. Память об этом периоде сохранилась во втором названии Мостовой башни — Сенатская, поскольку именно в ней на втором ярусе проходили встречи Сената. В записях Снегирёва упоминается, что «по субботам туда съезжались с рапортами о решённых и нерешённых делах. Там бывали и суды и расправа; близ старого зверинца стояла тогда виселица у съезжей избы». Рядом с царским дворцом стояли Преображенский и Семёновский полки, их тренировочные манёвры нередко посещала сама царица.
В 1731 году по приказу Анны Иоановны в Измайлове был создан новый зверинец, на тот момент — крупнейший в России. Его территория занимала больше ста десятин(110 га), в нём содержались такие экзотические для России звери как львы, тигры, дикобразы и обезьяны. Кроме того, в тот период в Измайлове ещё существовали крупные псарный и птичий дворы. Псовая охота с командой егерей была излюбленной забавой Анны Иоановны. Однако в целом село начало приходить в упадок. В 1737 году в церкви Иосафа были остановлены службы из-за разрушения крыши.

### Елизавета Петровна

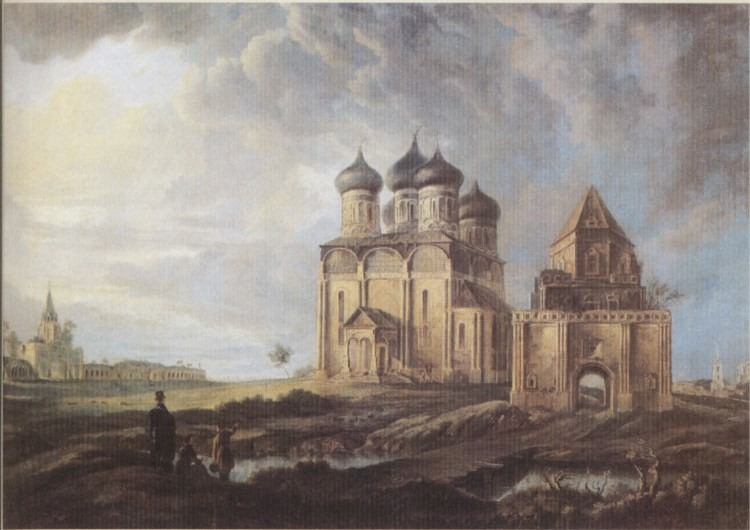
Вид села Измайлова, Карл Бодри, конец XIX века

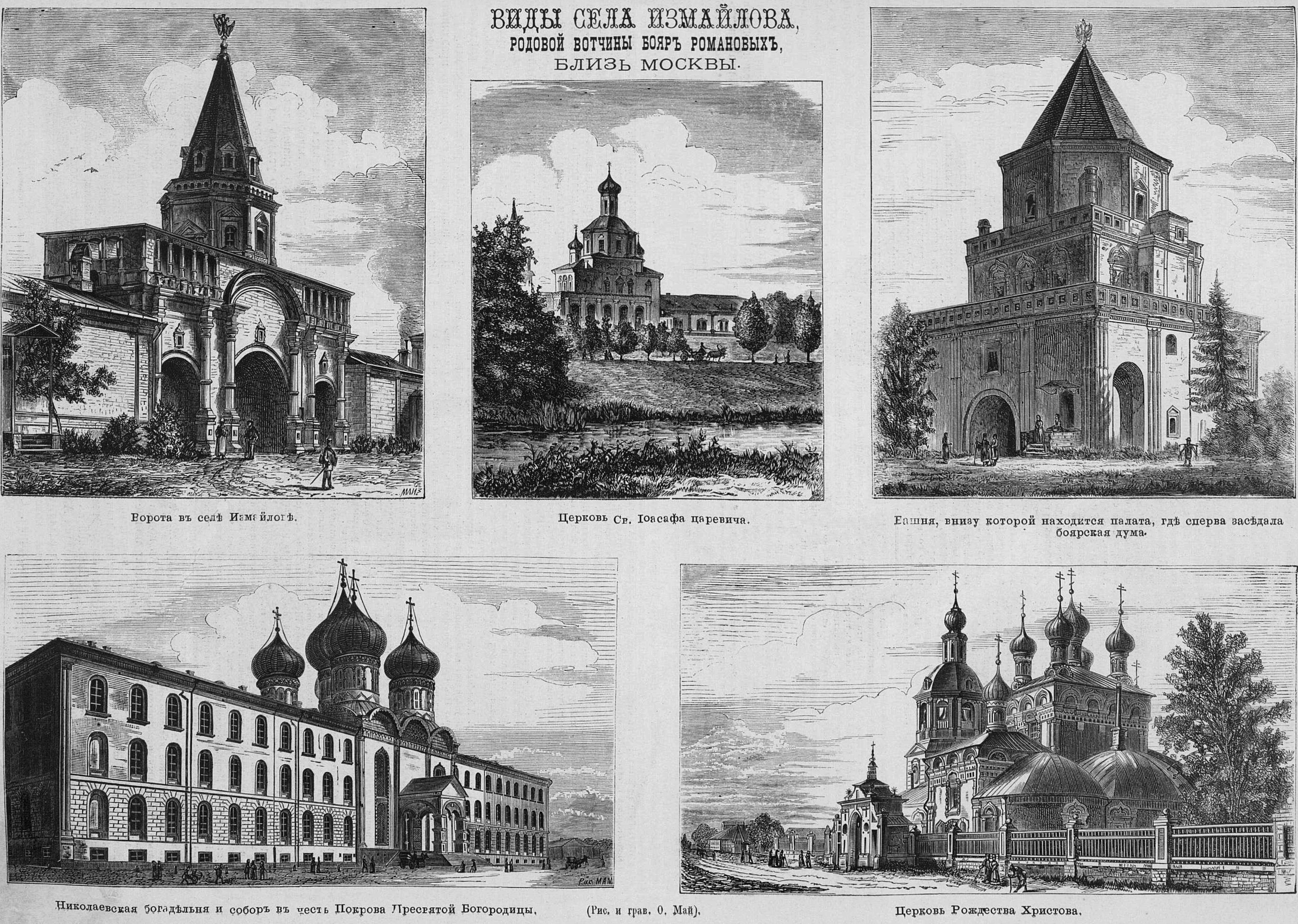
Виды Измайлово, 1875

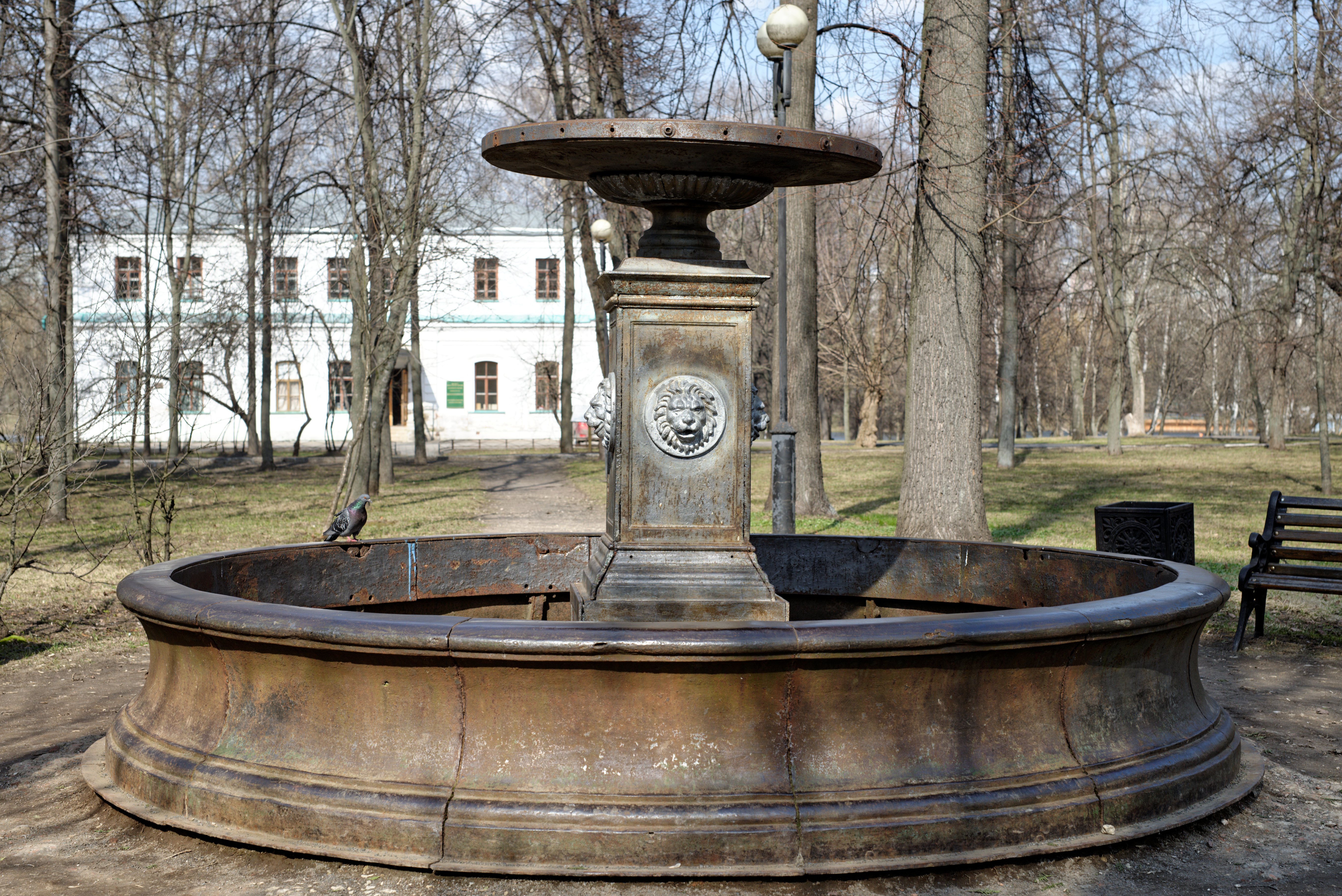
Фонтан 1859 года в усадьбе Измайлово, 2017

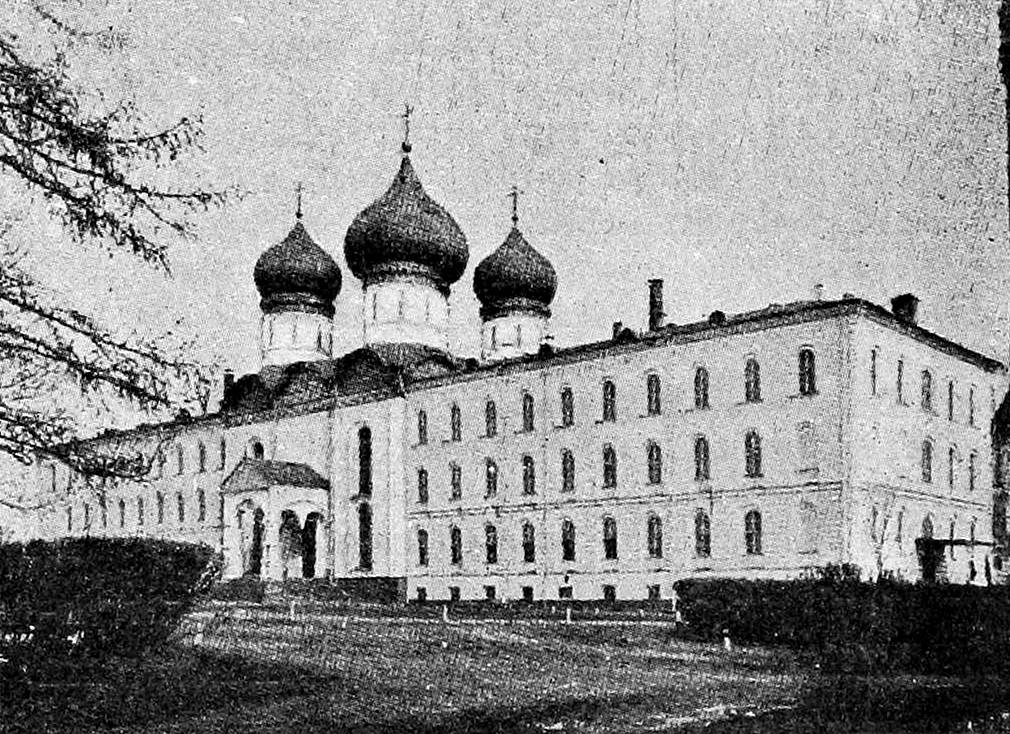
Фотография Николаевской богадельни из Военной энциклопедия Сытина, 1911—1915

В правление Елизаветы Петровны усадьба уже была в запущенном состоянии, а через заповедную рощу Измайлова прорубили проезжую просеку. Она вела от начала острова к Перово, где по проекту Растрелли-младшего был построен дворец фаворита императрицы Алексея Разумовского. В 1745 году тот же архитектор построил деревянный охотничий замок в Измайловском лесу.
Известно, что при Елизавете в Измайлово проходили самые пышные царские охоты. В 1757 году Нарышкин организовал для императрицы и её гостей охоту на тысячу человек, каждому из которых предоставлялись собаки и кони.

### Екатерина II
Правление Екатерины II стало периодом упадка Измайловского имения. Село постепенно сокращалось в размерах — от 133 дворов в 1760-х годах до 121 в 1800-м. В 1782 году в Измайлове числилось 842 жителя. Царские хоромы настолько обветшали, что в 1765 году их приказано было разобрать. В том же году был уничтожен каменный мост XVII века, ведущий с острова к Мостовой башне. Управление хозяйством села было передано Приказу Большого дворца, потом — Главной канцелярии и в конце концов перешло к Удельному ведомству.
2 мая 1780 года от удара молнии возник пожар в церкви царевича Иосафа, практически полностью выгорело внутреннее убранство.

### Александр I
В начале правления Александра I Измайлово продолжало ветшать. Примерно в 1810—1811 годах расформировали псарню, прекратились выезды на охоту.
Как и многие другие усадьбы, Измайлово сильно пострадало в войну 1812 года. Солдаты французской армии вырубили деревья на дрова и разрушили многие строения, включая царские хоромы. Было разграблено убранство Покровского собора.
С 1812 года хозяйство находилось в запустении, его стали по частям сдавать в аренду. В 1820-м Виноградный сад был продан в частную собственность, в 1826-м — ликвидирован зверинец. В 1828-м году Покровский собор и церковь Иосафа были закрыты.

### Николай I

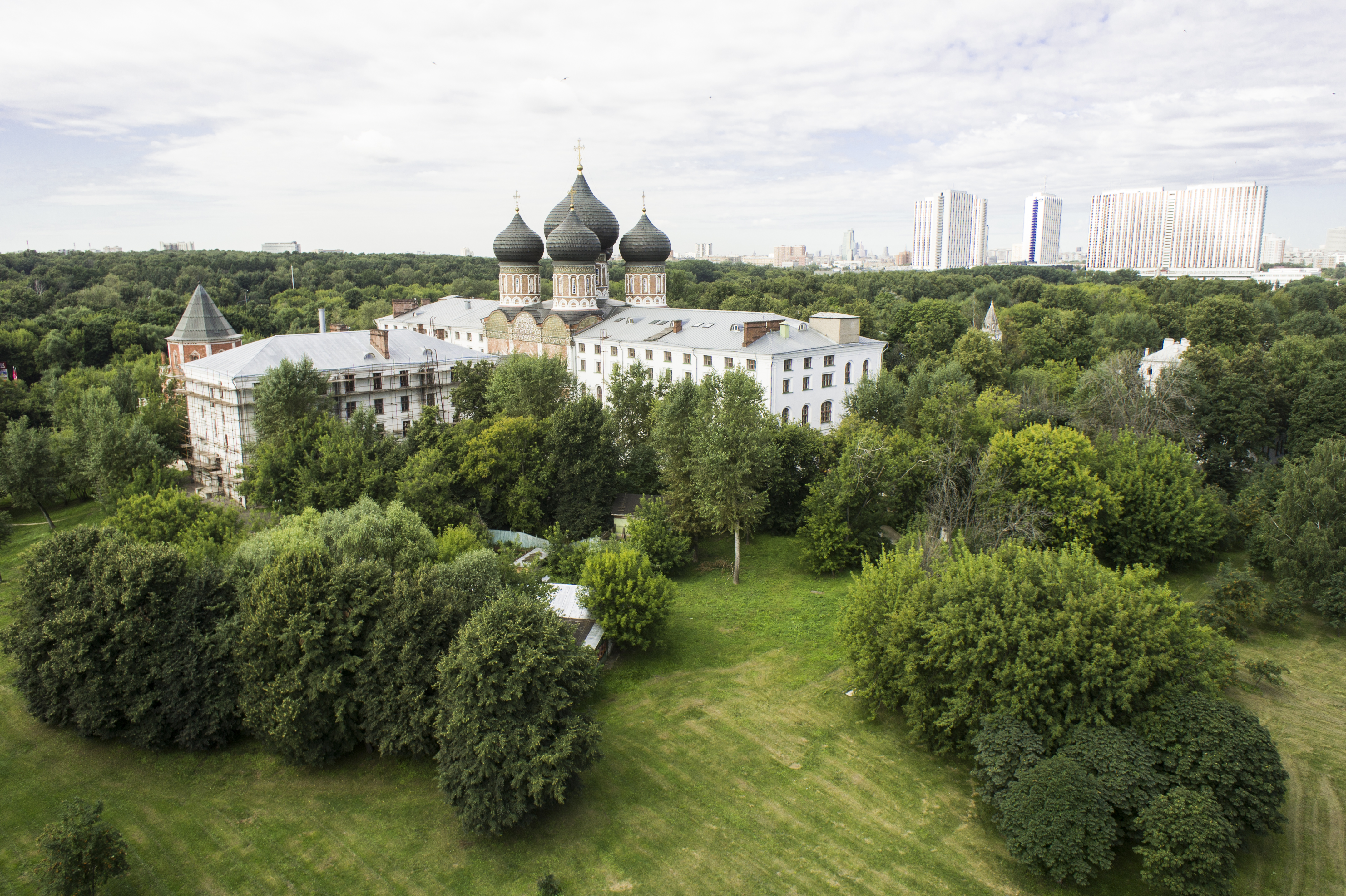
Городок имени Баумана. Общий вид, 2013

К концу 1830-х на Измайловском острове осталось шесть домов, они принадлежали бывшим придворным рабочим и их семьям.
В 1837 году историк Иван Снегирёв описывал Измайлово так:
Измайлово собственно состоит из села, дворцовых зданий с двумя каменными церквами и зверинца с остатками садов, прудов и мельниц. Четыре слободы Хохловка, Панская, Колдомка и Аламовка, заключаются в селе, где находится каменная церковь XVII века, во имя Рождества Христова, сооружённая, вместо прежней деревянной, бывшей во имя Рождества Богородицы, с двумя приделами.
Дворцовые каменные здания находятся между селом и зверинцем, на острове, окружённом прудами и речкою Серебровкою. Это одноэтажный квадрат длиною 122 сажени 1 аршин, а шириною 84 сажени; западная и восточная башни готического шпиля, служат им воротами, на коих прежде были Голландские часы с курантами и при коих стояли каменные гауптвахты. Этот квадрат составляет замок, среди коего широкий двор. […] На южной стороне стены дворца надстроены были огромные хоромы из брусьев с теремами, ко примыкали ко двухэтажной дворцовой церкви Св. Иосафа Царевича Индийского.
Новая жизнь усадьбы началась в XIX веке благодаря Николаю I. В 1837 году император впервые посетил Измайлово, а 26 ноября 1838 года был издан приказ о создании в нём Военной богадельни. По мнению историков, Николай взял за образец парижский инвалидный дом Людовика XIV. Средства на строительство выделили князь Сергей Гагарин и некоторые другие благотворители, руководил проектом архитектор Константин Тон. Сооружение первого корпуса началось в 1839 году и только спустя десять лет он был торжественно открыт. Проект Тона вызвал много споров из-за разрушения облика древнего Покровского собора: для удобства ветеранов у храма разобрали северное и южное крыльцо и встроили его в корпуса богадельни. Тем не менее Николай I был доволен результатом и лично приехал на освящение обновлённого собора и богадельни 12 апреля 1849 года.
При создании богадельни была полностью разобрана ограда Государева двора, по её контуру был выстроен комплекс зданий — дома для чиновников и служителей, баня, прачечная, ледники для хранения продуктов, конюшня, кузница и каретный сарай.
Десять лет спустя на территории усадьбы под руководством архитектора М. Д. Быковского были построены семейный корпус, фонтан и парк, а также реконструированы некоторые исторические здания: церковь Иосафа, Мостовая башня, Покровский собор и въездные ворота.
Деятельность богадельни обеспечивал Александровский комитет о раненых — благотворительная организация, созданная 18 августа 1814 года по указу Александра I.
С середины XIX века Измайлово постепенно превращалось в промышленный пригород Москвы. Бывшая небольшая фабрика Ричарда Гилля развилась в одну из самых больших ткацких мануфактур в области: в 1885 году на производстве числилось 1545 рабочих. В этот период Измайлово быстро росло — от 154 дворов в 1858 году до 2666 — в 1869-м. Тогда же в селе работали шесть фабрик, завод, мельница, десять купеческих лавок и семь питейных домов. К концу XIX века село уже насчитывало более двух тысяч человек населения.

### После революции
Документов об официальном упразднении военной богадельни не обнаружено. Согласно воспоминаниям её обитателей, заведение постепенно перестало функционировать из-за отсутствия финансирования. В 1919 г. по распоряжению местных органов власти руководство богадельни и проживающие в ней ветераны и инвалиды вынуждены были освободить все помещения. Опустевшие помещения были переданы под казармы солдатам сапёрного полка инженерных частей Московского военного округа РККА.
В 1924 году на Измайловском острове был зарегистрирован рабочий посёлок — городок имени Баумана. Для нужд посёлка южный, восточный и северный корпуса бывшей богадельни были перестроены, их верхние этажи разделили на два, корпуса приобрели современный вид. Согласно переписи 1926 года, когда посёлок был заселён, в нём было 2223 жителя, для них работали амбулатория и две школы.
В 1930-м году часть Измайловского заповедного леса была превращена в парк культуры и отдыха имени Сталина. В 1935 году село вошло в состав Москвы как часть Сталинского района. Церковь Иосафа была снесена в 1936—1937 годах.
В конце 1940-х территорию бывшего села начали застраивать многоэтажными домами — так образовался район из 16 Парковых улиц. В честь села Измайлово в районе были названы площадь, шоссе и станция метро. Городок имени Баумана существовал до 1960-х, к 1970-м все жильцы были переселены.

### Современность
В 1998 году в честь празднования 300-летия российского флота на Измайловском острове рядом с Покровским собором был установлен памятник Петру I работы Льва Кербеля, выполненного по архитектурному проекту Георгия Георгиевича Лебедева.
В 2007 году усадьба Измайлово вместе с усадьбами Коломенское и Люблино была включена в Московский государственный объединённый музей-заповедник. С этого момента в пространствах усадьбы открыты постоянные экспозиции «Измайлово — царская вотчина XVII в.» (2007 г.) и «Открытое хранение. Печи и изразцы» (2022 г.), а также проходят временные выставки, мастер-классы и мероприятия на открытом воздухе. Проект восстановления Измайловского комплекса от 2011 года стал призёром конкурса «Московская реставрация».

## Основные постройки

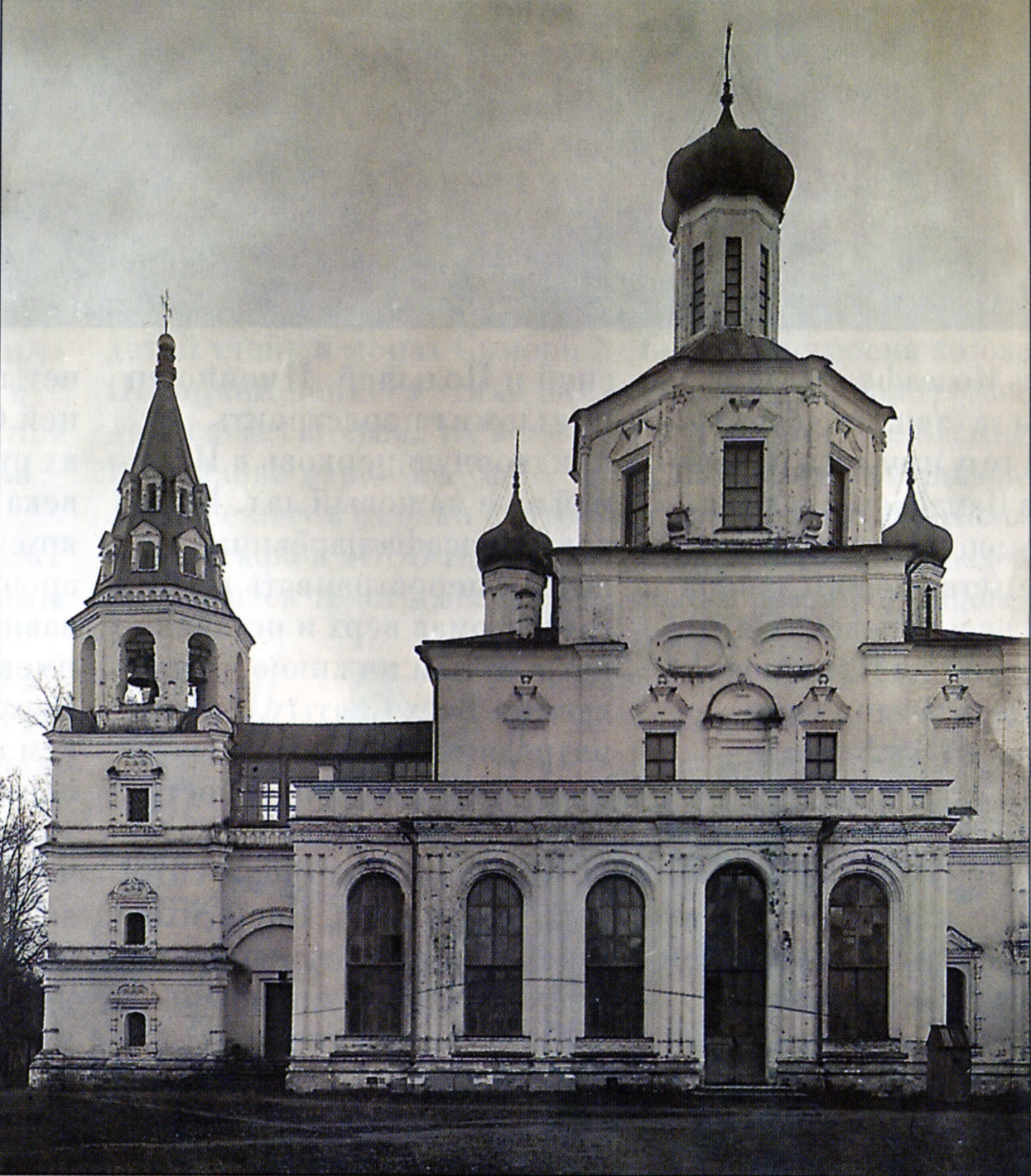
Церковь царевича Иоасафа в Измайлове, 1900

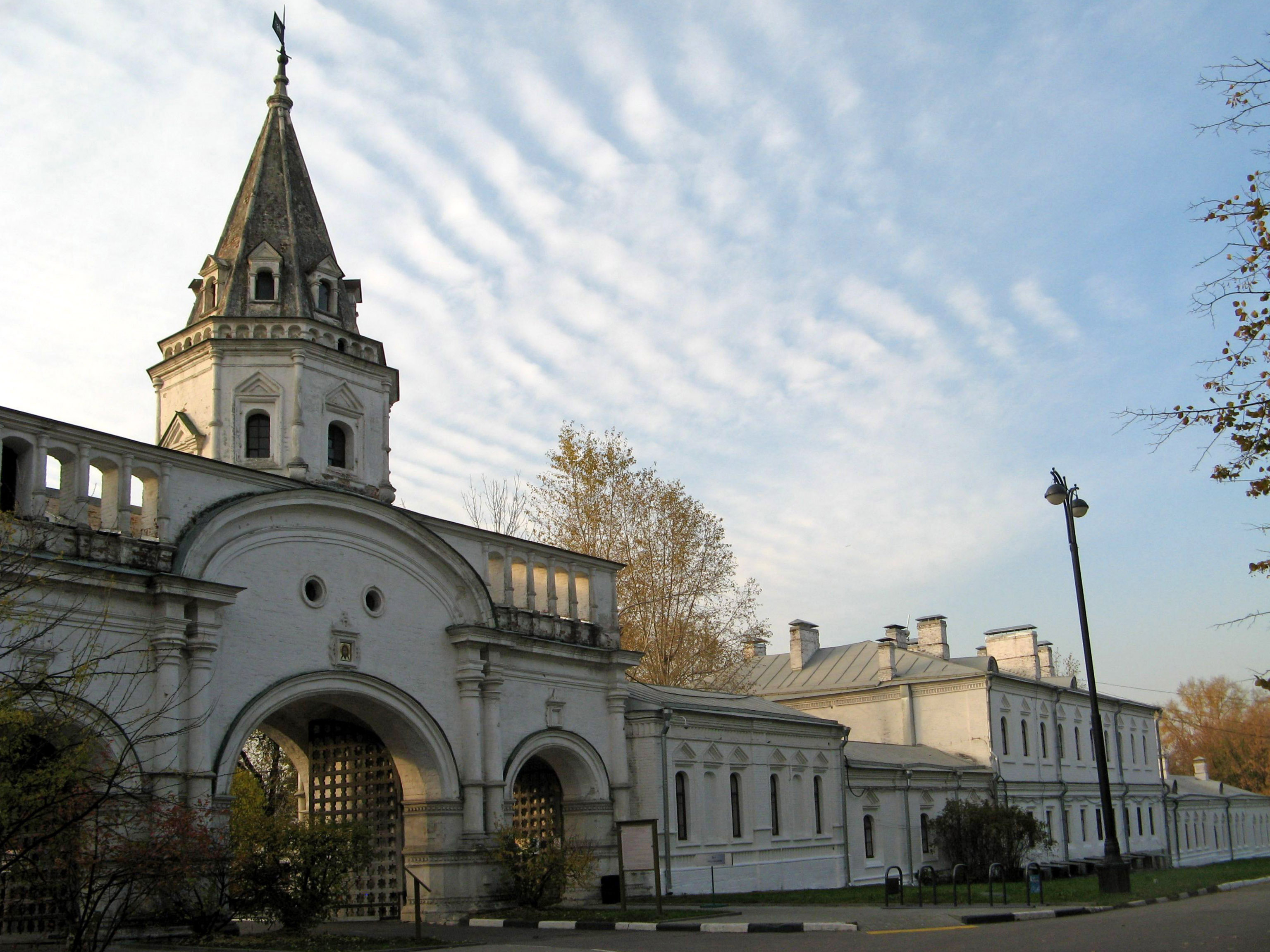
Передние ворота, 2017

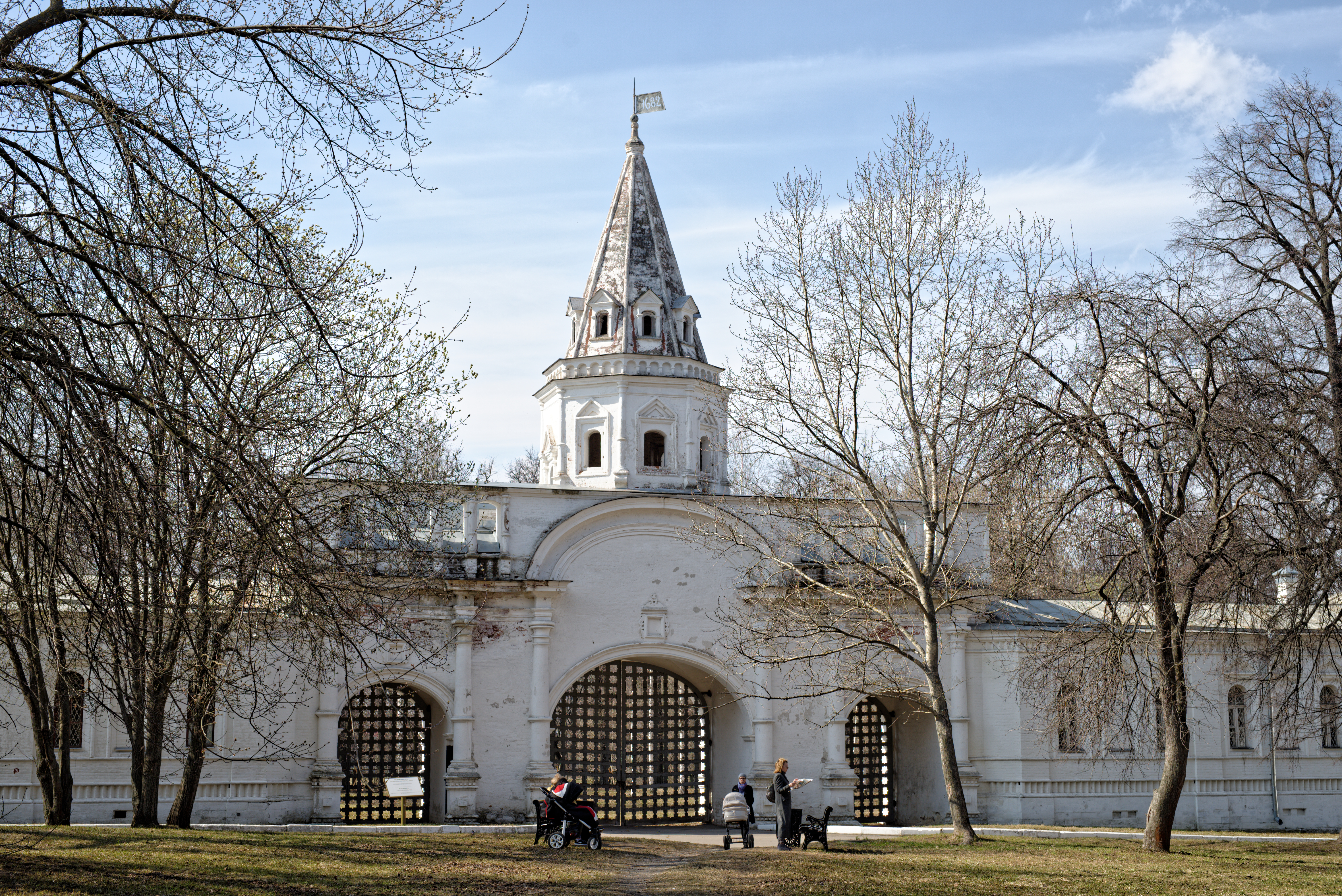
Задние ворота, 2017

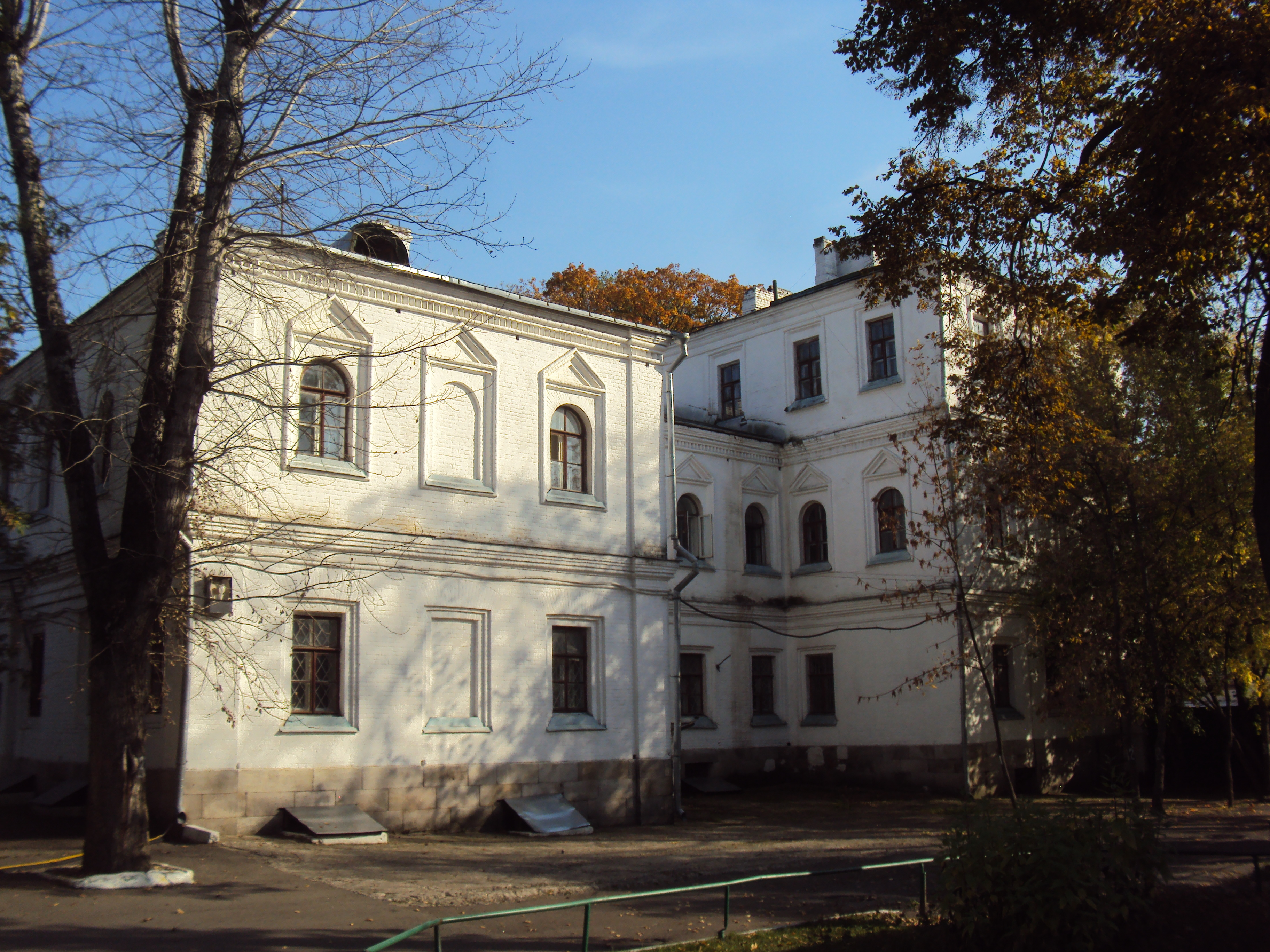
Служебный корпус у Передних ворот — южный жилой дом чиновников богадельни, 2015

### Царский дворец
Согласно летописям, первый царский дворец «рубили из муромского красного бруса». В 1680 году дворец представлял собой двухэтажное деревянное здание, разделённое на три части: средние хоромы, хоромы царицы Натальи Кирилловны с царевичами Иоанном и Алексеем и Государевы сени. Ко входу вело главное крыльцо с шатровой крышей, украшенной белым железным орлом. Вокруг здание было окружено террасой с перилами «на взрубах с точёными балясами», малые крылечки были украшены купольной крышей с чешуйчатой черепицей.
В средних хоромах находилось несколько комнат: передняя в 4 сажени, такого же размера крестовая, столовая на 6 сажен и несколько маленьких комнат. Во всех них были слюдяные окна, стояли ценинные круглые печи, полы сделаны из дубового кирпича. Из средних сеней шли лестницы к царским покоям второго этажа.
Хоромы царицы окружали сени в примерно в 34 сажени длиной с 37 окнами. Внутри находились сени, передняя и крестовая комнаты.
Государевы сени были в 15 сажен длиной и делились перегородкой на две части: над столовой был жилой подклет с обширными сенями, под передней — царская мастерская. Под крестовой и малыми комнатами находились подклеты с двойными окнами и ценинными печами, от которых вверх шли дымоходы.

### Мостовая башня
Построена в 1671—1679 гг. Первоначально являлась частью каменного арочного моста через Серебряный пруд. В 1830-е после основания Николаем I богадельни служила звонницей Покровского собора. В начале XX века Мостовая башня использовалась как помещение для магазина, постепенно разрушаясь. Вскоре она была заброшена и простояла в таком состоянии до реставрации 1981 года. С 1984 года в башне размещалась часть экспозиции Государственного исторического музея. В 2018 году Правительством Москвы объявлено о начале реставрации Мостовой башни. Результатом комплексной научной реставрации, продолжавшейся два года, стало укрепление здания, восстановление утраченных элементов, воссоздание кирпичной кладки. С особым вниманием работы выполнялись на оригинальных изразцах XVII века, которых на башне около 300. На вершину сооружения вернули позолоченного орла, выполняющего роль флюгера, которого сняли в советское время.

### Церковь Иоасафа царевича индийского
Домовая церковь Романовых, примыкавшая к южному въезду царского дворца. Восьмиярусный иконостас создан по заказу царя Фёдора Алексеевича в Оружейной палате. Освящена патриархом Иоакимом после строительства в 1678 году.
Службы прекращены из-за ветхости крыши в 1761 году. В 1780 году закрыта после разрушения четырёх верхних ярусов и иконостаса вследствие попадания молнии. В 1840-х годах перестроена по проекту К. А. Тона. Снесена в 1936 (1937) году.

### Покровский собор
Покровская церковь в царской вотчине Романовых упоминается ещё в документах 1640 года. В 1679 году деревянная церковь была перестроена в каменную «о пяти главах, с тремя всходными крыльцами», при этом за образец строителям было предписано взять Покровский собор в Александровской слободе. Архитектором собора считается Иван Кузнечик. 1 октября 1679 года патриарх Иоаким освятил церковь в присутствии Фёдора Алексеевича и всего царского двора. Иконы и внутреннюю отделку создавали мастера Иван Мировский, Яков Иванов, Василий Познанский, Карп Золотарёв и Автоном Иванов. Внешне фасад храма напоминал Успенский собор Москвы:
Стиль его близок к Ломбардскому. Это здание, построенное на песчаном грунте и на мелком фундамента, держится другое столетие более прочностью кладки и толстыми связями из брускового железа. Стены его (в 3,5 аршина) со всех четырёх сторон сведены тремя полукружиями, которых тимпаны, или кокошники испещрены разноцветными кахелями. Главы собора прежде покрывал чешуйчатый год, теперь заменённый железом. У трёх главных входов пристроены были три каменные, каждое об одиннадцати ступенях, крыльца с теремчатыми верхами на кувшинообразных столпах.
Длинные окна собора были двусветными, алтарь — пятипоясным с расписными тяблами. Образа иконостаса были исполнены разными мастерами во фряжском стиле, иконы украшались серебром, позолотой и жемчугом. От Покровского собора Александровской слободы новый храм отличали пятиглавие, отсутствие подклета, ступенчатые всходы с трёх сторон. Отличительной особенностью Покровского собора стало украшение стен изразцами, которые заполняют всю закомарную зону четверика. Здесь насчитывают одиннадцать видов рисунков, в том числе «павлинье око». Создатели изразцов — Степан Иванов по прозвищу Полубес и Игнат Максимов.
После перестройки военной богадельни Николая I в домовую церковь Покровский собор был заново освящён 8 апреля 1850 года. При перестройке для укрепления здания было подсыпано около 1,5 метров грунта, что изменило пропорции памятника, боковые крыльца были разобраны, установлено пневматическое отопление.
В советское время собор использовался как архив НКВД, овощехранилище, склад. Первая реставрация была проведена только в 1983 году, тогда в здании храма хотели сделать концертный зал. В 1994 году собор возвращён Русской православной церкви.

### Въездные ворота
Передние и Задние въездные ворота на царский двор были построены в 1683 году, вероятно, по одному проекту. Передние ворота находятся с запада от Покровского собора, Задние — на выезде с восточной части двора к Стромынской дороге. На территории усадьбы в 1852 году также установлены чугунные ворота, выполненные в стиле ампир по проекту архитектора Константина Тона, и служившие главным въездом в усадьбу.

### Военная богадельня

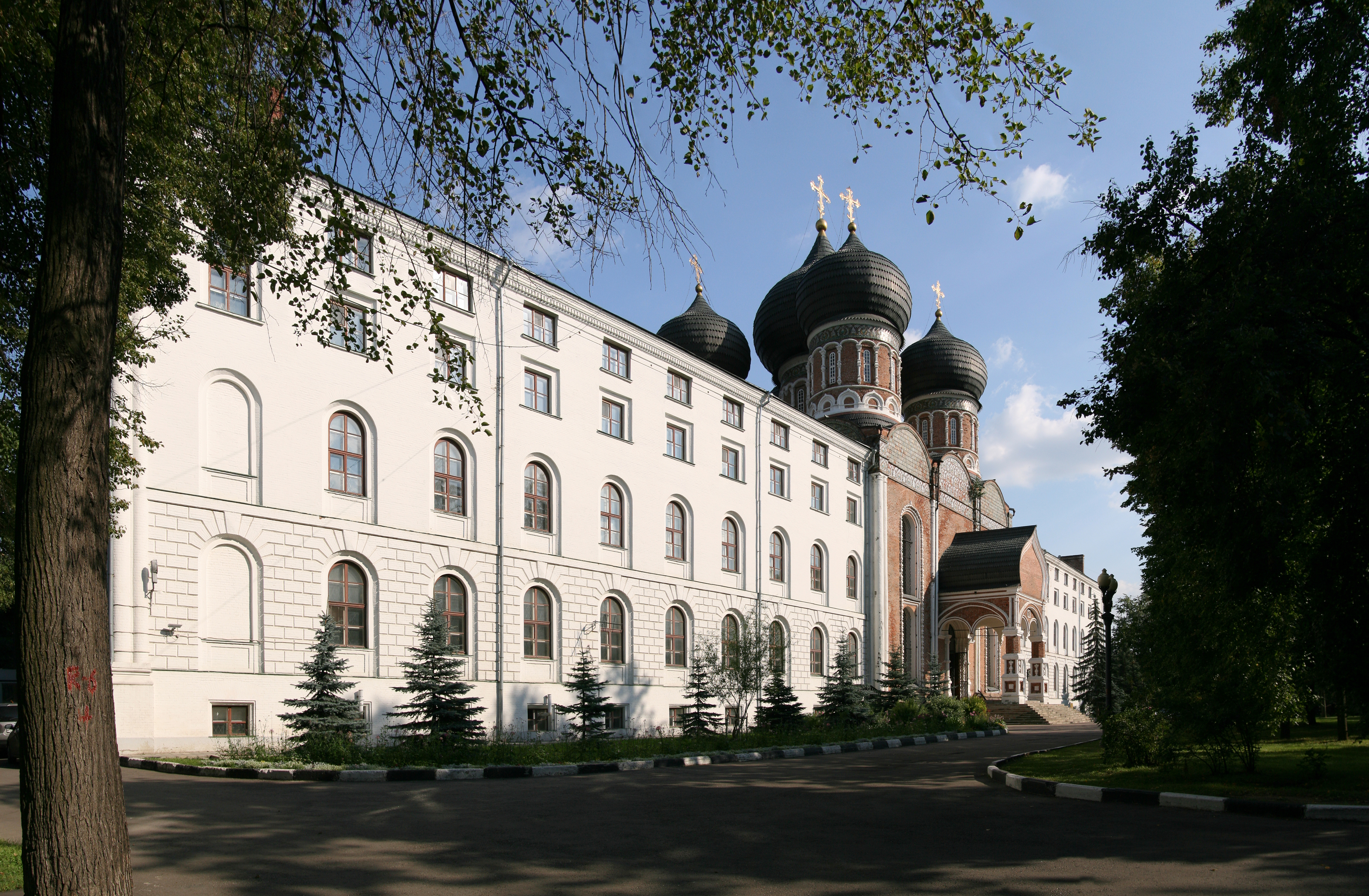
Военная богадельня в 2012 году

Проект богадельни был утверждён 26 ноября 1838 года, полностью комплекс был достроен только через десять лет. 12 апреля 1849 года освящение богадельни посетили Николай I, великие князья Александр Николаевич и Михаил Павлович.
Сохранилось описание богадельни историка Ивана Снегирёва, посещавшего Измайлово в 1858 году:
[…] осматривали … помещения инвалидов, удобные и опрятные, больницу, аптечку, библиотеку, столовую, убранную прекрасными портретами царскими, мраморным бюстом Николая I. Кажется, здесь всё придумано, чтобы доставить призираемым покой и удобство в жизни.

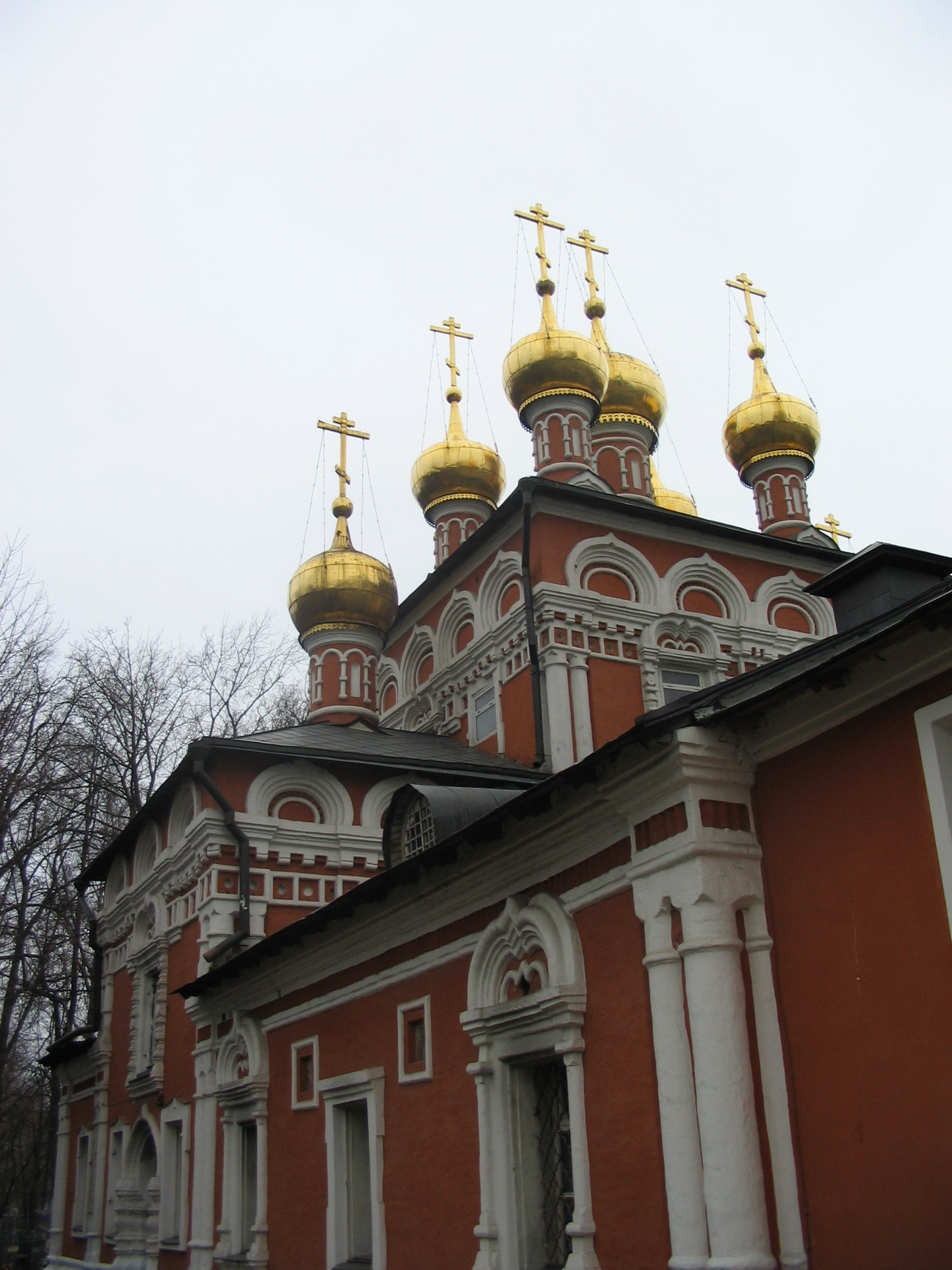
Храм Рождества Христова в Измайлове

Корпус для младших чинов вмещал четыре отделения по 104 человека, общая столовая была украшена мраморными бюстами императоров и портретами царской семьи. Восточный офицерский корпус был разделён на индивидуальные комнаты, в нём также были библиотека и отдельная обеденный зал. Рядом с ними располагался лазарет на 60 пациентов. В двухэтажных флигелях напротив главного корпуса находились квартиры служащих, канцелярия, бухгалтерия и цейхгауз. В 1856 году на берегу Серебрянки стоял отдельный корпус для расположения с семьями, в нём были 4 офицерские квартиры и 42 — для младших чинов. Строительство велось на частные пожертвования.
В 1859-м году на государственные средства в собственность богадельни был выкуплен Виноградный сад: его стоимость на аукционе составила 10 700 рублей.

### Храм Рождества Христова в Измайлове
Несмотря на то, что сегодня Храм Рождества Христова в Измайлове не входит в состав Московского государственного объединённого художественного историко-архитектурного и природно-ландшафтного музея-заповедника, до XX века (наряду с Покровской церковью и ныне разрушенной церковью царевича Иоасафа) он был храмом царской резиденции Измайлово.
Деревянный храм Рождества Богородицы был перенесён с острова на «пустошь Хоругово», где были поселены переведённые из других волостей крестьяне. Строительство каменного храма Рождества Христова было начато на его месте по благословенной грамоте патриарха Иоакима от 16 сентября 1676 года.
Строительство под руководством Спиридона Харламова было закончено в 1677. В конце 1678 года Храм Рождества Христова был освящён патриархом Московским и всея Руси Иоакимом.
Церковь Рождества с приделом Казанской Божией матери и Никольским приделом, построенных в 1690 году, соотносилась с древнейшими посадскими храмами другой царской резиденции в Александровской слободе — собором Рождества Христова и Церковью Казанской иконы Божией Матери с приделом святителя Николая чудотворца.
Основной объём храма двусветный, бесстолпный, увенчан пятиглавием. Фасад украшен богатым декором, включающим сложный карниз, спаренные угловые колонки, пышные стрельчатые оконные наличники, перспективные порталы с «дыньками», кокошники. К храму примыкает двустолпная трапезная. Трёхъярусная колокольня выстроена в архитектурных формах барокко, характерных для начала XVIII века. В её оформлении присутствуют руст, овальные окна с волютами, люкарны.